# KF Rangæinga
Knattspyrnufélag Rangæinga (kortweg KFR) is een voetbalclub uit Rangárþing in het zuiden van IJsland. De club werd opgericht in 1997 en speelt zijn wedstrijden in het stadion van Hvolsvöllur. De club promoveerde in 2011 naar de 2. deild karla, maar degradeerde na één seizoen weer terug.